# タイガーロケッティ
タイガーロケッティは、タイガー製作所が1954年から1975年頃まで製造・販売していた模型用固体燃料ロケットエンジンである。

## 概要
イギリスで1948年に発売されたJETEXがあり、これが輸入されてロケッティの原型になった。金属製の再利用可能なボディに、中心に穴の開いた円柱状の茶色い固形燃料を詰め替えて使う。
筐体はアルミニウム削り出しやプレス加工で、着脱可能な容器底面をピアノ線のバネ付きストッパーでボディ頂点の窪みに引っ掛けて固定する。容器底面の中央に、点火用導火線を通す穴とガス噴出口を兼ねた直径約1mm程度の穴が空いている。推力の異なるA型とB型の2種類があり、全長5cm程度、直径2cmほど。専用固形燃料（主成分は硝酸グアニジンとされる）の燃焼時間は約20秒。
容器底面の噴出口が何らかのトラブルで詰まった場合は、ピアノ線が変形して内圧により容器底面がボディから引き離されて隙間ができ、安全弁として機能するため破裂などの深刻な事故が起こらないような設計である。ただしそのような、底面とボディの隙間から高速高熱のガスが漏れるような事態になった場合は、燃焼ガスの熱でボディの縁が僅かだが溶けて底面との密閉性が損なわれ、使用継続不可能な破損となる。
製造中止から時代が経過し専用の燃料も入手できないため、飛行を見る機会もほとんどない。しかし、一頃は人気の商品であり相当数が出まわっていたため、また当時の在庫管理態勢のためからか、現在でも稀に古くからあった玩具店の倉庫から「発掘」されてインターネットオークションに出品されたり、そういった、あるいはその他のルートから好事家が入手した実物の写真がインターネット上で見られることもある。
当時の愛好家には科学少年、工作少年が多く、彼らの中には後年、宇宙工学の道に進んだ者もいる。

### 性能・使い方
モデルロケットのロケットエンジン（エステスが著名）のような、垂直打ち上げを可能とするような性能を持ったものではない。フリーフライト機などに取り付けて、点火後に手投げなどで発進させ、発進直後の上昇フェーズの間作動させるといった使い方のためのもので、フリーフライトゴム動力機のゴム動力と位置付け的には似たようなものである。
また、特に模型飛行機に限らず「取り付けられる模型なら、何にでも取りつけて利用できる」という汎用エンジンではある。しかし、噴射速度はそこそこ速いが推力は小さいという特性は、推進に対して抗力が大きい自動車模型や船舶模型に付けてもたいした推進は期待できず、前述のように模型飛行機への使用が適切であり、他のヴィークル類への適用は軽負荷で高速なものに限るのが現実的だっただろう（ヘリコプター型模型のローター両端にロケッティ2体をそれぞれ逆向きに取り付けることで機体を上昇させる遊び方などもあった）。中には一種のガスタービンエンジンの可能性を模索した者すらいたことも販売当時の雑誌からうかがえる。
前述の側面を通っている底面固定用のバネは、燃焼中にそれなりの温度に加熱するボディからは浮かされている。これは熱対策で、マウント部を兼ねている。商品には模型に固定するための金属製のホルダーが付属しており、前述のマウント部をそのホルダーに押し込んでボディを取り付ける。
点火には金属芯入りの導火線を用いるが、この金属芯が燃え残ってガス噴出口に詰まると、先に述べた容器破損の原因となりかねない。付属の取扱説明書には、点火直後のガスはまだ熱くないため、燃え残りの金属芯を手で持って引き抜くようにと記載されている。
当時の模型雑誌には、これを2個使った翼端噴流式ヘリコプターの模型も紹介されており、そのセットも販売されていた。

## 製造中止と国外製品
プレス加工や加工に手の掛かる削り出しボディながら、最盛期には月数千セットが製造・販売されていたという。製造中止に至った原因は監督官庁からの規制の強化が原因ではなく「オイルショックに因る原材料費高騰のため」とされる。
JETEXは現在でも根強い愛好家団体に支えられている。